# Pyrrhia
Pyrrhia là một chi bướm đêm thuộc họ Noctuidae.

## Các loài
- Pyrrhia bifaciata (Staudinger, 1888)
- Pyrrhia cilisca (Guenée, 1852)
- Pyrrhia exprimens (Walker, 1857)
- Pyrrhia hedemanni (Staudinger, 1892)
- Pyrrhia purpurina (Esper, 1804)
- Pyrrhia treitschkei (Frivaldszky, 1835)
- Pyrrhia umbra (Hufnagel, 1766)
- Pyrrhia victorina (Sodoffsky, 1849)

## Hình ảnh

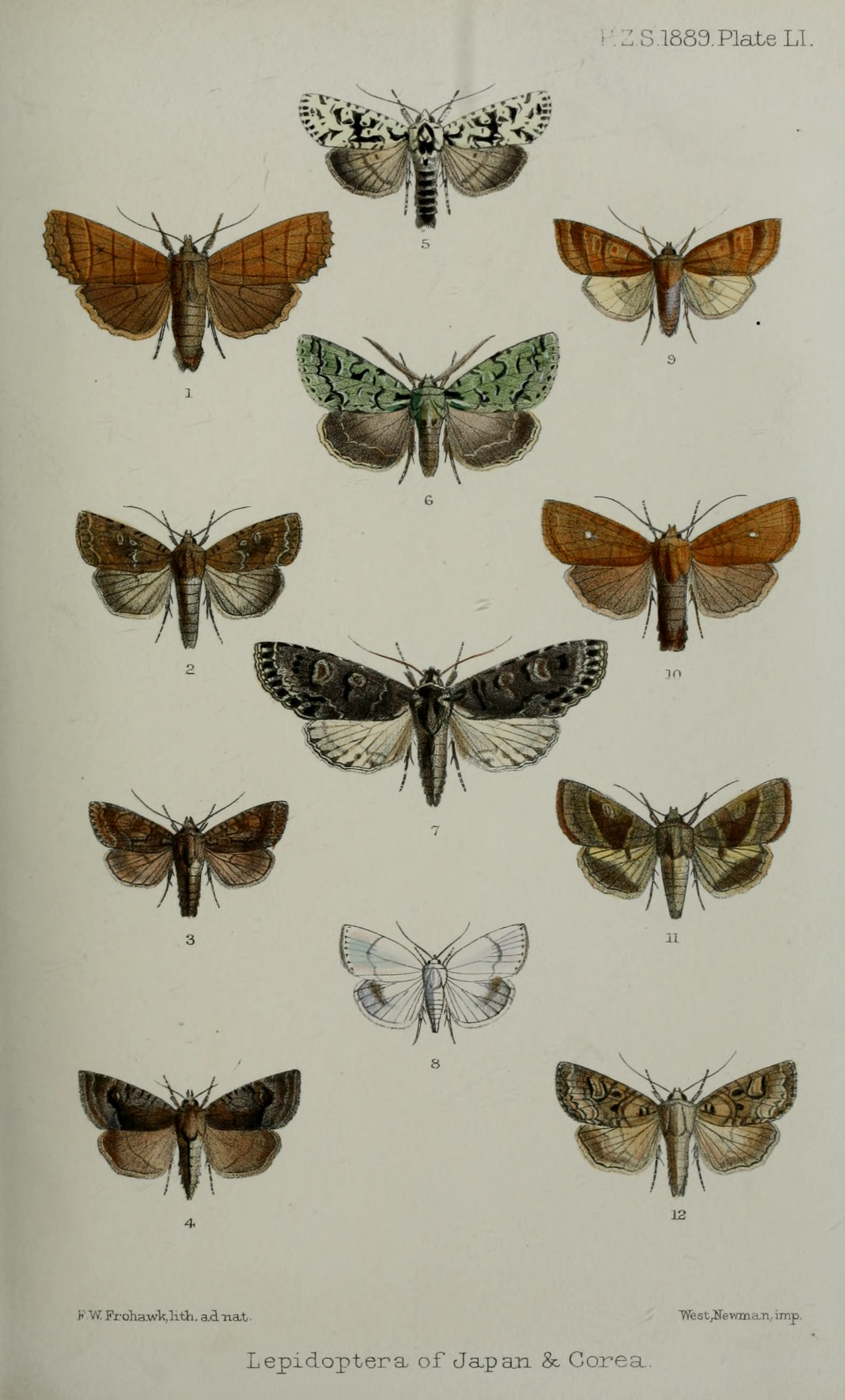